# Felix Latzke
Felix Latzke (* 1. Februar 1942 in Wien) ist ein ehemaliger österreichischer Fußballspieler und Fußballtrainer. Als Spieler gewann er mit der Admira das Double, als Trainer betreute er unter anderem die österreichische Nationalmannschaft bei der Weltmeisterschaft 1982 und erreichte mit dem FC Swarovski das Halbfinale im UEFA-Cup.

## Spielerkarriere
Die Jugendvereine von Felix Latzke waren der SC Wacker Wien sowie der SC Südbahn, im Alter von 18 Jahren wechselte er zum SV Straßenbahn, von wo ihn nach nur einem Jahr der eben wieder in die höchste Spielklasse aufgestiegene SK Admira Wien engagierte. Bei der Admira verbrachte er die nächsten zehn Jahre und zählte während dieser Zeit zu den erfolgreichsten Torschützen des Vereins. Nachdem er sich 1964 in die Kampfmannschaft spielen konnte, schoss er insgesamt 60 Erstligatore für den Klub.
Zu den größten Erfolgen der Schwarz-Weißen während dieser Zeitspanne zählten der Meistertitel in der Saison 1965/66 sowie der ÖFB-Cupsieg unter Trainer Hans Pesser im selben Jahr. Nach Günter Kaltenbrunner war Felix Latzke mit zwölf Treffern der zweitbeste Admira-Schütze in der Meister-Saison gewesen und konnte 1965 auch drei Einsätze in der österreichischen B-Nationalmannschaft aufweisen. Nach der Fusion der Admira mit Latzkes Stammklub SC Wacker kam er jedoch kaum noch zum Zuge und beendete danach seine aktive Karriere.

## Trainerkarriere
Latzke blieb zunächst bei den Südstädtern, wo er als Co-Trainer sowie Trainer der zweiten Mannschaft, die eine Spielgemeinschaft mit dem SC Brunn bildete, tätig war. Im Jahr 1974 übernahm er dann den Trainerposten beim Linzer ASK, mit dem er zwei Mittelfeldplätze in der Bundesliga belegte. Danach folgte eine Tätigkeit beim ÖFB (unterbrochen von einer Saison beim SK VÖEST Linz 1977/78 mit Rang 5; ab 1978/79 übernahm dort Ferdinand Milanovich das Traineramt). Beim ÖFB war Latzke dann ab Mitte September 1978 für das B-Nationalteam sowie die U21-Auswahl   verantwortlich. Das erste Match, das er gemeinsam mit Teamchef Karl Stotz betreute, war am 19. September im Lindenstadion von Eisenstadt ein Freundschaftsspiel gegen die ungarische Mannschaft Rába ETO Győr, welches 0:1 verloren wurde.
Um den 25. Mai 1979 kehrte Latzke aber zur abstiegsbedrohten Admira zurück. Er löste Rudolf Illofsky ab, und gleich mit einem 3:2-Auswärtssieg am 26. Mai in der 32. Runde auf der Hohen Warte gegen die First Vienna FC konnte der Umschwung eingeleitet werden (es gab danach keine Niederlage, sondern in Summe durch vier Siege und ein Unentschieden neun Punkte; die Admiraner rückten vom vorletzten Platz noch auf Rang 7 vor). Er betreute die Admira vier Jahre lang und baute dabei künftige Nationalspieler wie Josef Degeorgi, Gerald Messlender, Manfred Kern und Manfred Zsak in die Mannschaft ein. In dieser Zeit konnten zwei vierte Plätze (1980/81 und 1981/82) erreicht und 1982 auch die Teilnahme am UEFA-Cup gesichert werden, wobei man allerdings schon in der ersten Runde gegen FC Bohemians Prag in Summe mit 1:7 (auswärts 0:5, daheim 1:2 am 15. und 28. September 1982) unter die Räder kam.
Nach der Qualifikation zur Fußball-Weltmeisterschaft 1982 kam es zu einem Zerwürfnis zwischen dem erfolgreichen Teamchef Karl Stotz und dem ÖFB-Präsidenten Karl Sekanina, was ersteren den Posten kostete. Der ÖFB beschloss, die Betreuung der Nationalmannschaft während der Weltmeisterschaft interimistisch einem Duo anzuvertrauen, das aus Felix Latzke als Trainer und dem ÖFB-Angestellten Georg Schmidt bestand. Mit der Nationalmannschaft erreichte Latzke in Spanien die Qualifikation für die zweite Gruppenphase und den achten Platz, überschattet war die Teilnahme jedoch vom Nichtangriffspakt von Gijón.
Nach seiner Zeit bei der Admira betreute Latzke zunächst den SC Eisenstadt, den er zum Sieg im Mitropacup führte, ehe er 1985 nach Tirol wechselte und das Training beim FC Wacker Innsbruck übernahm. Mit einem dritten Platz qualifizierte man sich für den UEFA-Cup 1987, wo die Mannschaft dann nach Lizenzübertragung als FC Swarovski Tirol bis ins Halbfinale vorstieß und dort am späteren Sieger IFK Göteborg scheiterte. 1987 nahm Latzke ein Angebot aus der deutschen Bundesliga an und betreute den SV Waldhof Mannheim, wo er jedoch im Laufe der zweiten Saison (16. November 1988) beurlaubt wurde. Beim SV Waldhof hatte Latzke im Sommer 1987 die Nachfolge von Trainer Klaus Schlappner angetreten und sollte die sportlichen Verluste durch die Wechsel von Jürgen Kohler (1. FC Köln), Maurizio Gaudino, Fritz Walter (beide VfB Stuttgart) und das Karriereende der Vereinsikone Günter Sebert, durch einen Neuaufbau abfangen. In seiner ersten Saison hielt Waldhof als Tabellen-16. durch die Relegationsspiele gegen den Dritten der 2. Bundesliga Darmstadt 98 (mit Ex-Waldhof-Trainer Klaus Schlappner auf der Bank) die Klasse. Nach der 1:5-Niederlage am 14. Spieltag der Saison 1988/89 beim Hamburger SV wurde Latzke dann ab dem 17. November 1988 durch Günter Sebert abgelöst.
Nach seiner Rückkehr nach Österreich war er bis Mitte der 1990er Jahre bei einer Reihe weiterer Bundesligamannschaften tätig, so etwa bei VfB Mödling (1989–1990), Vienna (1990–1991), SK Vorwärts Steyr (1991–1992) und dem FC Stahl Linz (1992–1993), ohne dabei aber größere Erfolge zu erzielen. Zuletzt betreute er mehrere unterklassige Vereine wie ASK Stoob, den Wiener Sportclub, SC Ostbahn XI, den SC Neudörfl, SC Eisenstadt und zuletzt den SC Münchendorf in der 2. Klasse Ost/Mitte.

## Erfolge
- 1 × Österreichischer Meister: 1966 (als Spieler)
- 1 × ÖFB-Cup: 1966 (als Spieler)
- 1 × ÖFB-Cupfinalist: 1987 (als Trainer)
- 1 × UEFA-Cup Halbfinale: 1987 (als Trainer)
- 1 × Mitropacup: 1984 (als Trainer)
- 8 Spiele für die österreichische Fußballnationalmannschaft: 1982 (als Trainer)

## ÖFB-Länderspiele unter den Teamchefs Georg Schmidt und Felix Latzke
Legende
- H = Heimspiel
- A = Auswärtsspiel
- * = Spiel auf neutralem Platz
- grüne Hintergrundfarbe = Sieg Österreichs
- gelbe Hintergrundfarbe = Unentschieden
- rote Hintergrundfarbe = Niederlage

| Spiele | Siege | Remis | Niederlagen | Tore | TD |
| ------ | ----- | ----- | ----------- | ---- | -- |
| 8      | 5     | 1     | 2           | 11:7 | +4 |

| Nr. | Datum      | Ergebnis | Gegner           |   | Austragungsort | Anlass                | Bemerkung                                                                      |
| --- | ---------- | -------- | ---------------- | - | -------------- | --------------------- | ------------------------------------------------------------------------------ |
| 453 | 24.03.1982 | 3:2      | Ungarn           | A | Budapest (HUN) |                       |                                                                                |
| 454 | 28.04.1982 | 2:1      | Tschechoslowakei | H | Wien           |                       |                                                                                |
| 455 | 19.05.1982 | 1:0      | Dänemark         | H | Wien           |                       |                                                                                |
| 456 | 17.06.1982 | 1:0      | Chile            | * | Oviedo (ESP)   | WM 1982-Vorrunde      | Erstes Länderspiel gegen Chile                                                 |
| 457 | 21.06.1982 | 2:0      | Algerien         | * | Oviedo (ESP)   | WM 1982-Vorrunde      | Erstes Länderspiel gegen Algerien                                              |
| 458 | 25.06.1982 | 0:1      | Deutschland      | * | Gijón (ESP)    | WM 1982-Vorrunde      | „Nichtangriffspakt von Gijón“                                                  |
| 459 | 28.06.1982 | 0:1      | Frankreich       | * | Madrid (ESP)   | WM 1982-Zwischenrunde |                                                                                |
| 460 | 01.07.1982 | 2:2      | Nordirland       | * | Madrid (ESP)   | WM 1982-Zwischenrunde | Erstes Länderspiel gegen Nordirland/Österreich scheidet als Gruppenzweiter aus |